# Rzeżucha
Rzeżucha (Cardamine L.) – rodzaj roślin z rodziny kapustowatych. Należy do niego ok. 260 gatunków szeroko rozprzestrzenionych na kuli ziemskiej, zwłaszcza na półkuli północnej. Do rodzimej flory polskiej należy 9 gatunków w wąskim ujęciu rodzaju i 12 po włączeniu tu rodzaju żywiec (Dentaria). Rośliny tu zaliczane występują na siedliskach wilgotnych, zarówno łąkowych jak i leśnych. Niektóre gatunki uprawiane są jako rośliny ozdobne.
Zwyczajowa nazwa "rzeżucha" w języku polskim stosowana jest także w odniesieniu do spożywanych jako warzywo siewek pieprzycy siewnej (Lepidium sativum).

## Rozmieszczenie geograficzne
Rodzaj rozprzestrzeniony na wszystkich kontynentach z wyjątkiem Antarktydy, przy czym zdecydowana większość gatunków występuje na półkuli północnej. Centrum zróżnicowania jest Daleki Wschód i Himalaje, gdzie występuje 70 gatunków. W Europie rośnie 36 gatunków, w Ameryce Północnej – 39. Gatunki występujące na półkuli południowej (Ameryka Południowa, Australia, Nowa Zelandia) spotykane są tam na obszarach górskich.
Na obszarze Polski występuje naturalnie 10 gatunków (9 według ujęcia Plants of the World online) tradycyjnie zaliczanych do rodzaju rzeżucha (Cardamine) oraz 4 gatunki z rodzaju żywiec (Dentaria), współcześnie włączane do rodzaju Cardamine. Dwa gatunki mają status antropofitów.
Gatunki we florze Polski
- rzeżucha bagienna (Cardamine dentata Schult. ≡ Cardamine pratensis subsp. paludosa (Knaf) Celak.)
- rzeżucha drobnokwiatowa (Cardamine parviflora L.)
- rzeżucha gorzka (Cardamine amara L.)
- rzeżucha łąkowa (Cardamine pratensis L.)
- rzeżucha leśna (Cardamine flexuosa With.)
- rzeżucha Matthiolego (Cardamine matthioli Moretti in Comolli)
- rzeżucha niecierpkowa, rz. niecierpek (Cardamine impatiens L.)
- rzeżucha rezedolistna (Cardamine resedifolia L.)
- rzeżucha trójlistkowa (Cardamine trifolia L.)
- rzeżucha włochata, rz. czteropręcikowa (Cardamine hirsuta L.)
- rzeżucha wschodnia (Cardamine occulta Hornem.) – zadomowiony antropofit
- rzeżucha glistnikowata (Cardamine chelidonia L.) – zadomowiony antropofit
- żywiec cebulkowy, ż. bulwkowaty (Cardamine bulbifera (L.) Crantz, syn. Dentaria bulbifera L.)
- żywiec dziewięciolistny (Cardamine enneaphyllos (L.) Crantz, syn. Dentaria enneaphyllos L.)
- żywiec gruczołowaty (Cardamine glanduligera O.Schwarz, syn. Dentaria glandulosa Waldst. & Kit.)
- żywiec pięciolistny (Cardamine pentaphyllos (L.) Crantz, syn. Dentaria pentaphyllos L.) – gatunek o wątpliwym występowaniu w Polsce

Podawany jest z Polski gatunek pochodzenia mieszańcowego – Cardamine × ambigua O.E.Schulz (mieszaniec rzeżuchy łąkowej i gorzkiej). Wymieniany w randze gatunku takson jako C. dentata Schult. lub C. palustris (Wimm. et Grab.) Peterm. stanowi według The Plant List oraz Plants of the World Online synonim podgatunku rzeżuchy łąkowej – C. pratensis subsp. paludosa (Knaf) Celak.

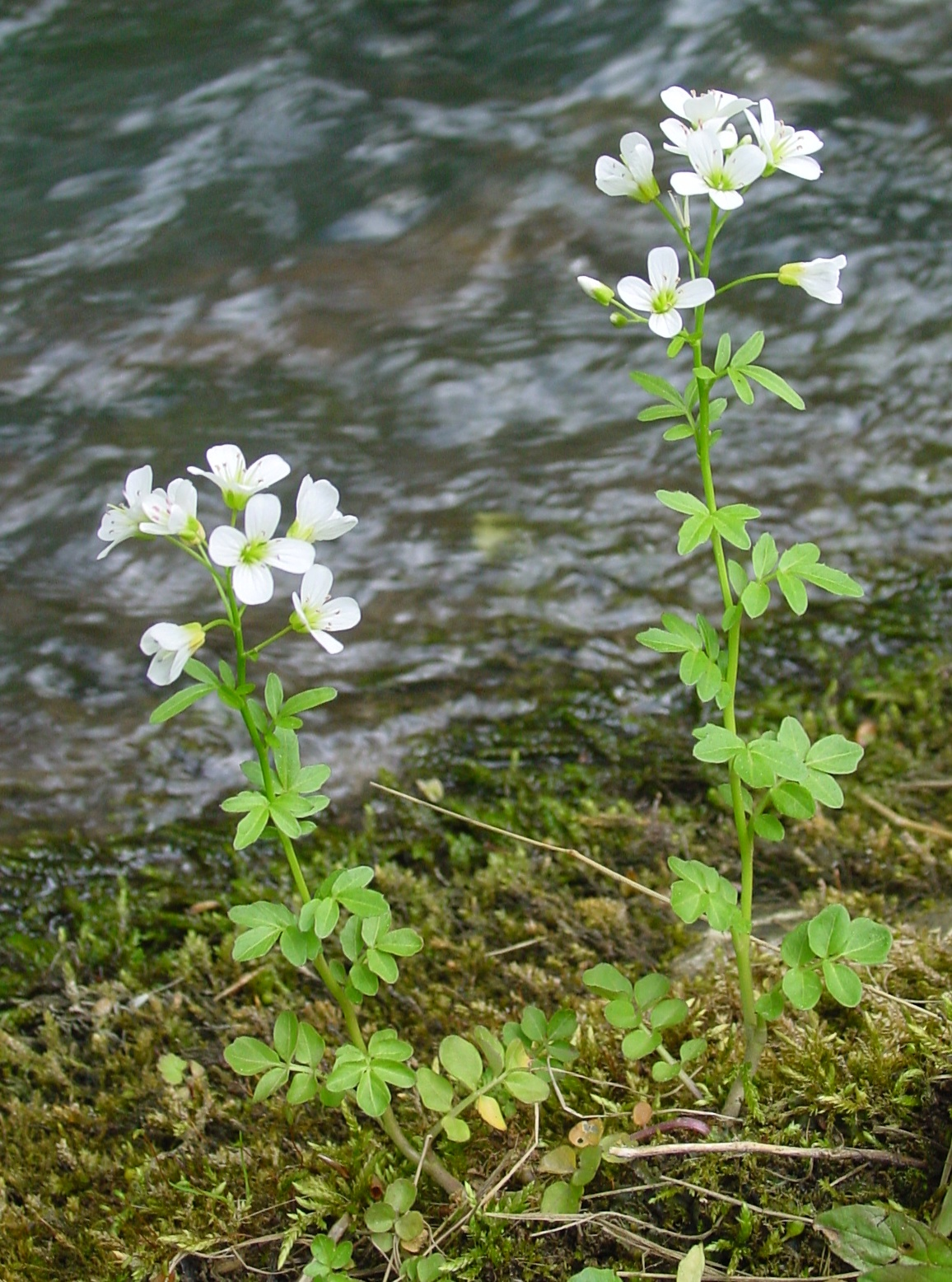
rzeżucha gorzka (C. amara)
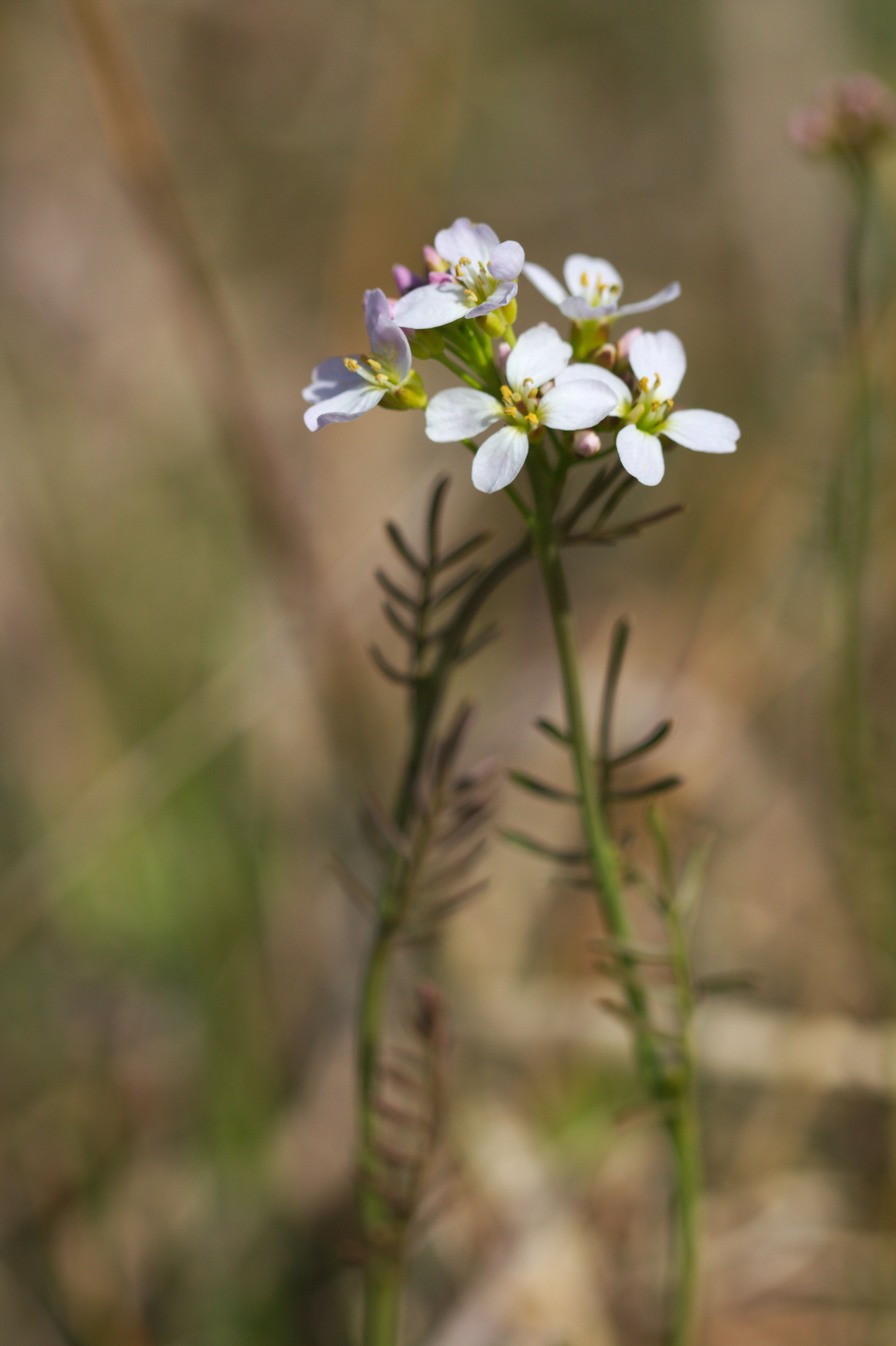
rzeżucha łąkowa (C. pratensis)
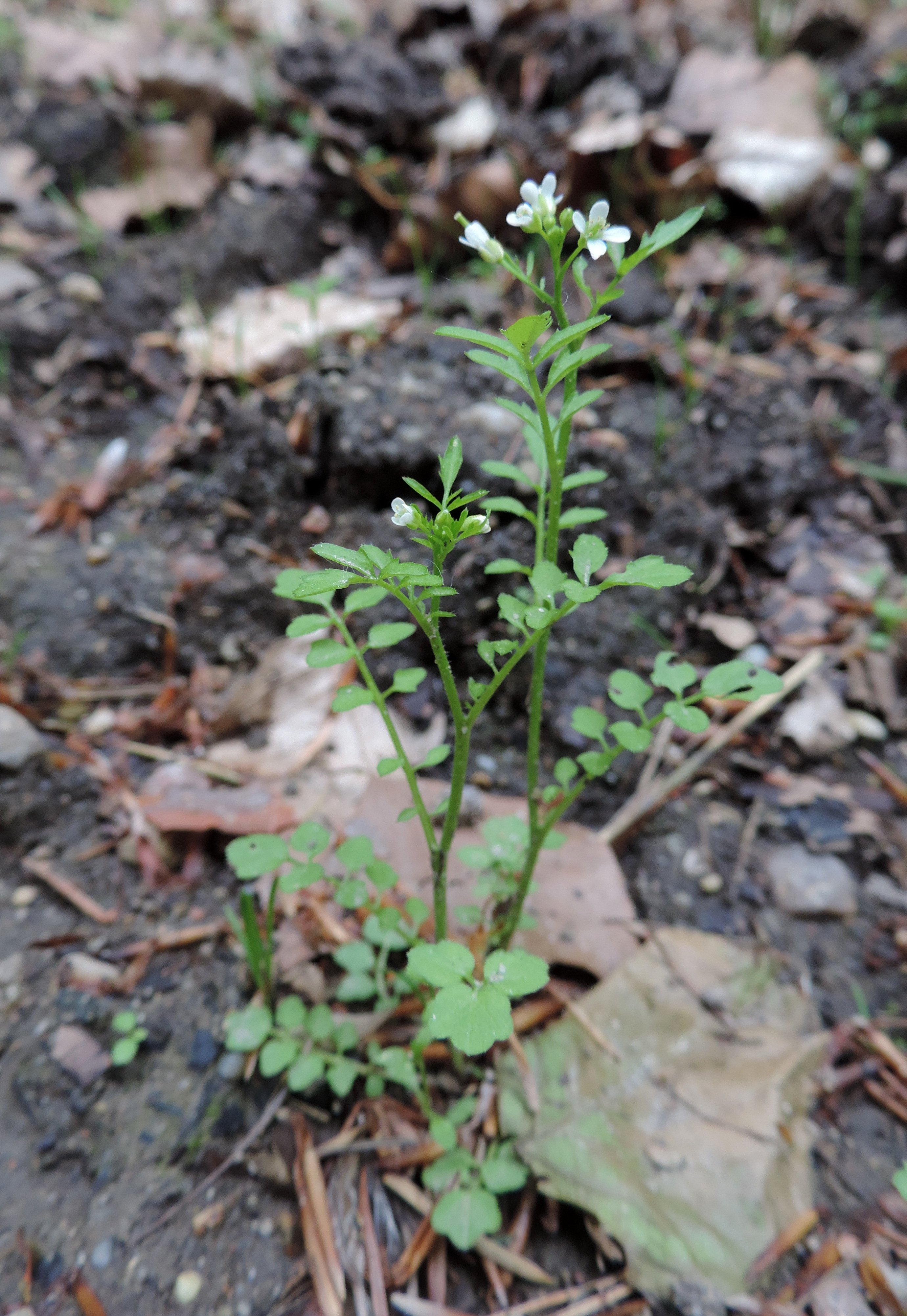
rzeżucha leśna (C. flexuosa)
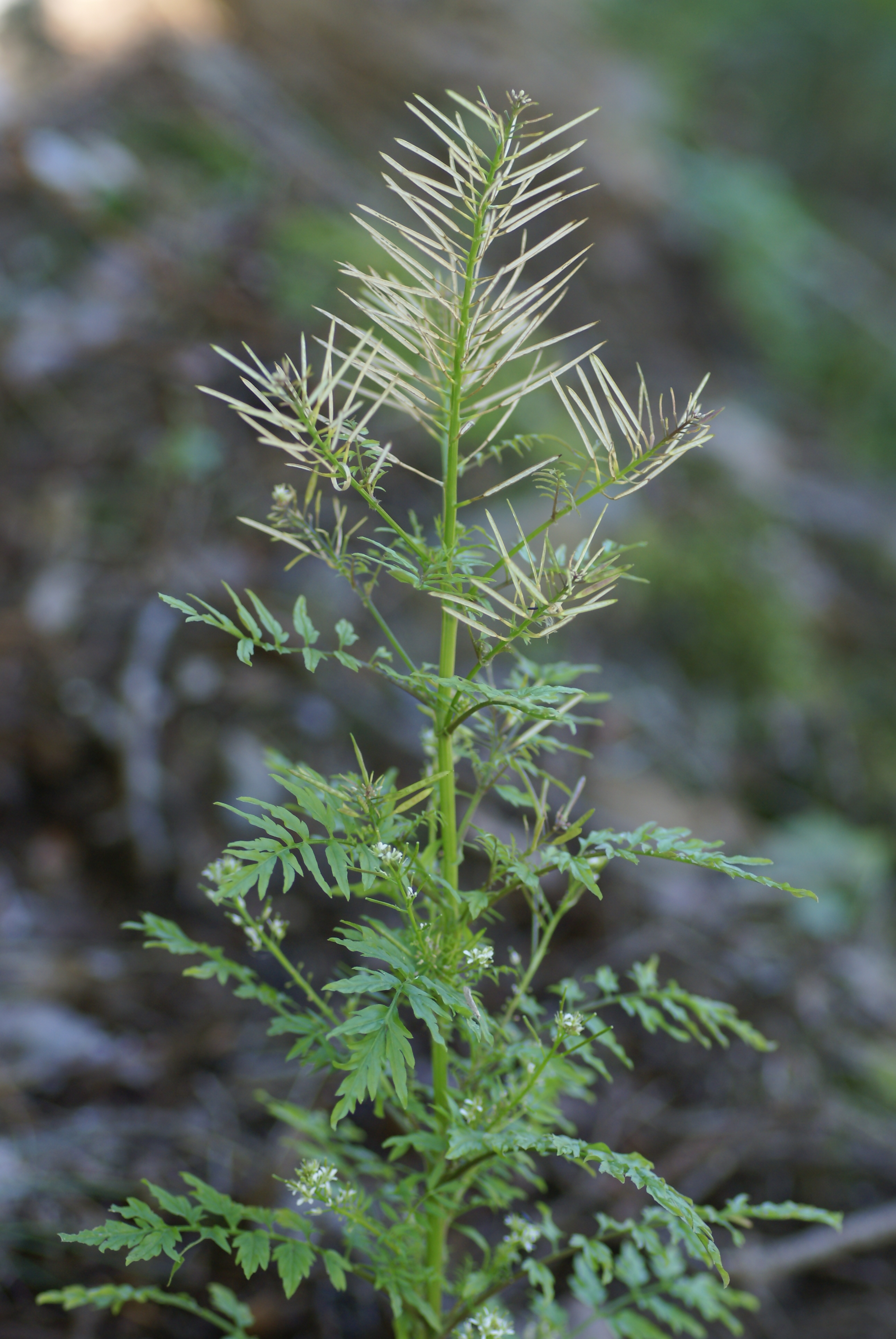
rzeżucha niecierpkowa (C. impatiens)
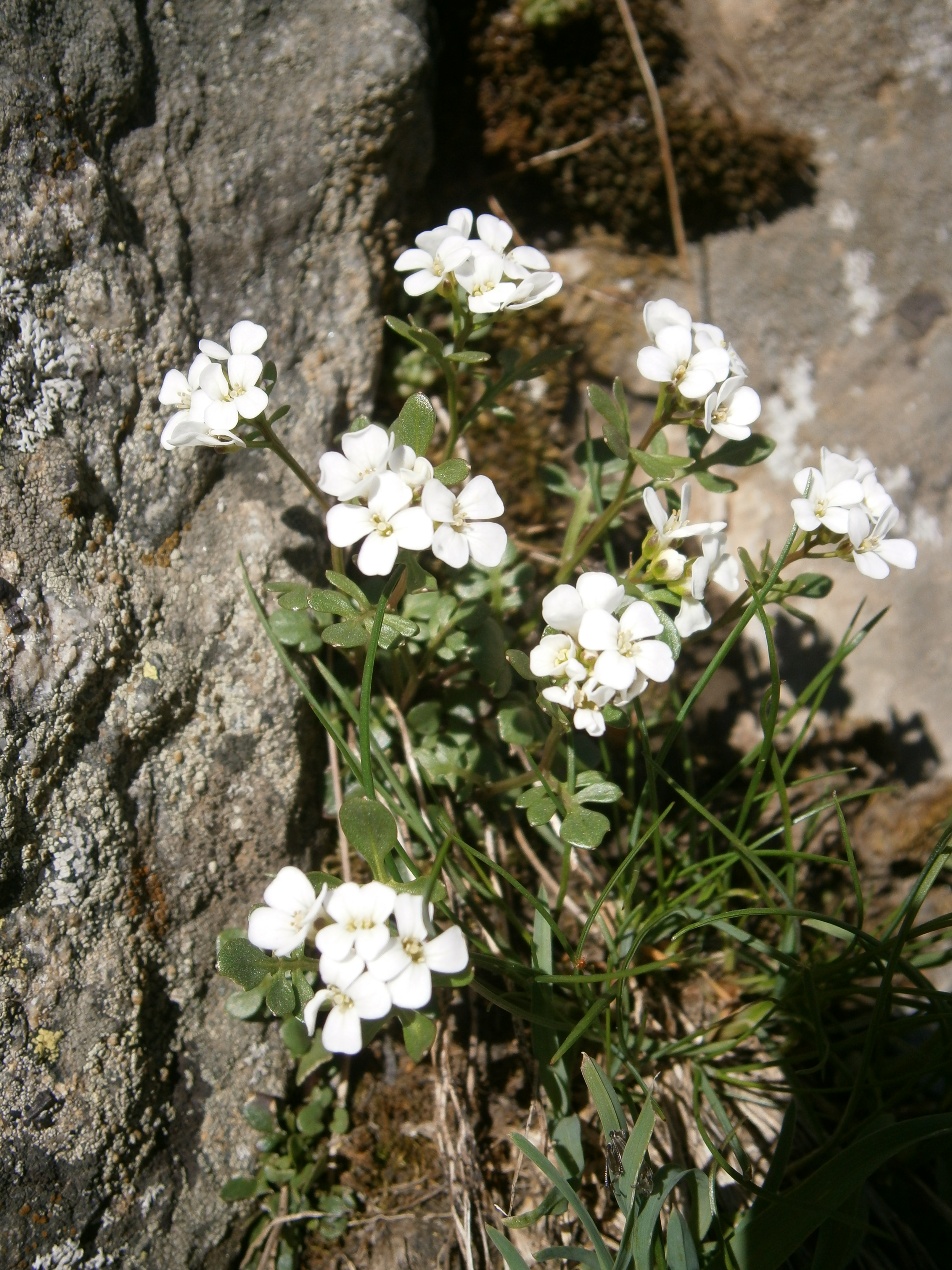
rzeżucha rezedolistna (C. resedifolia)
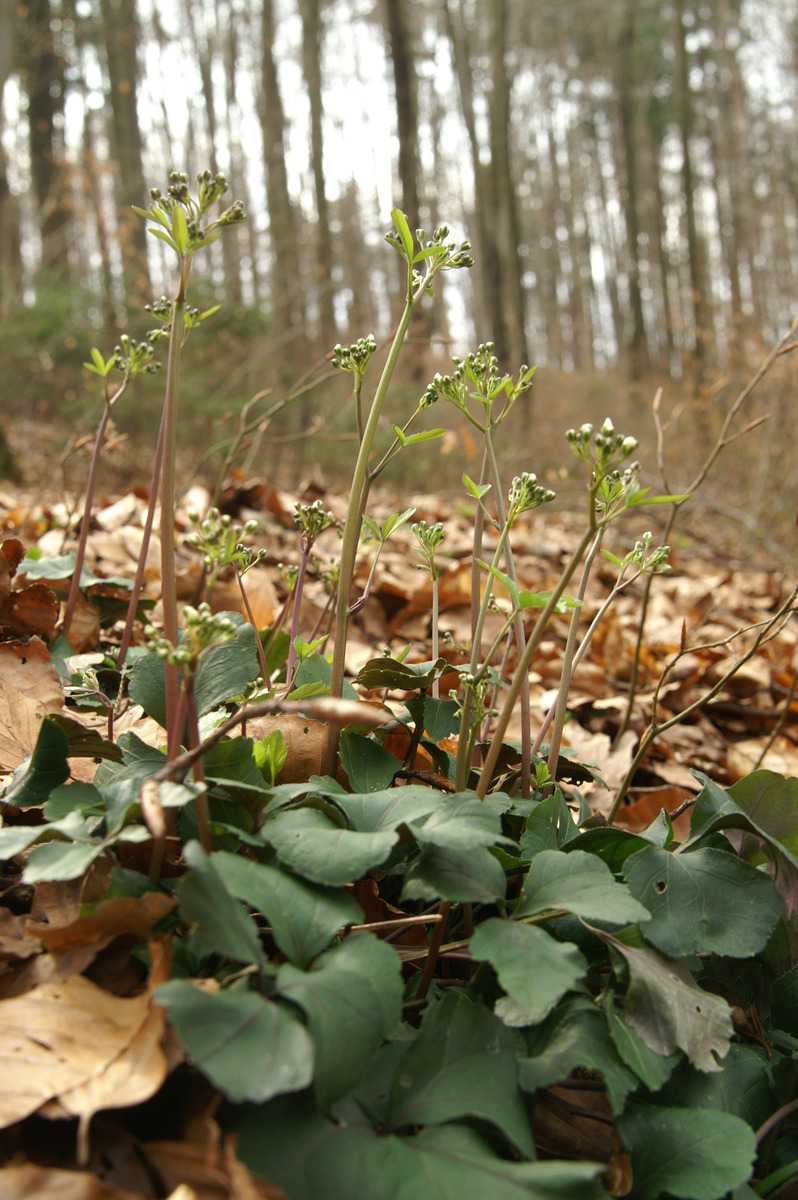
rzeżucha trójlistkowa (C. trifolia)
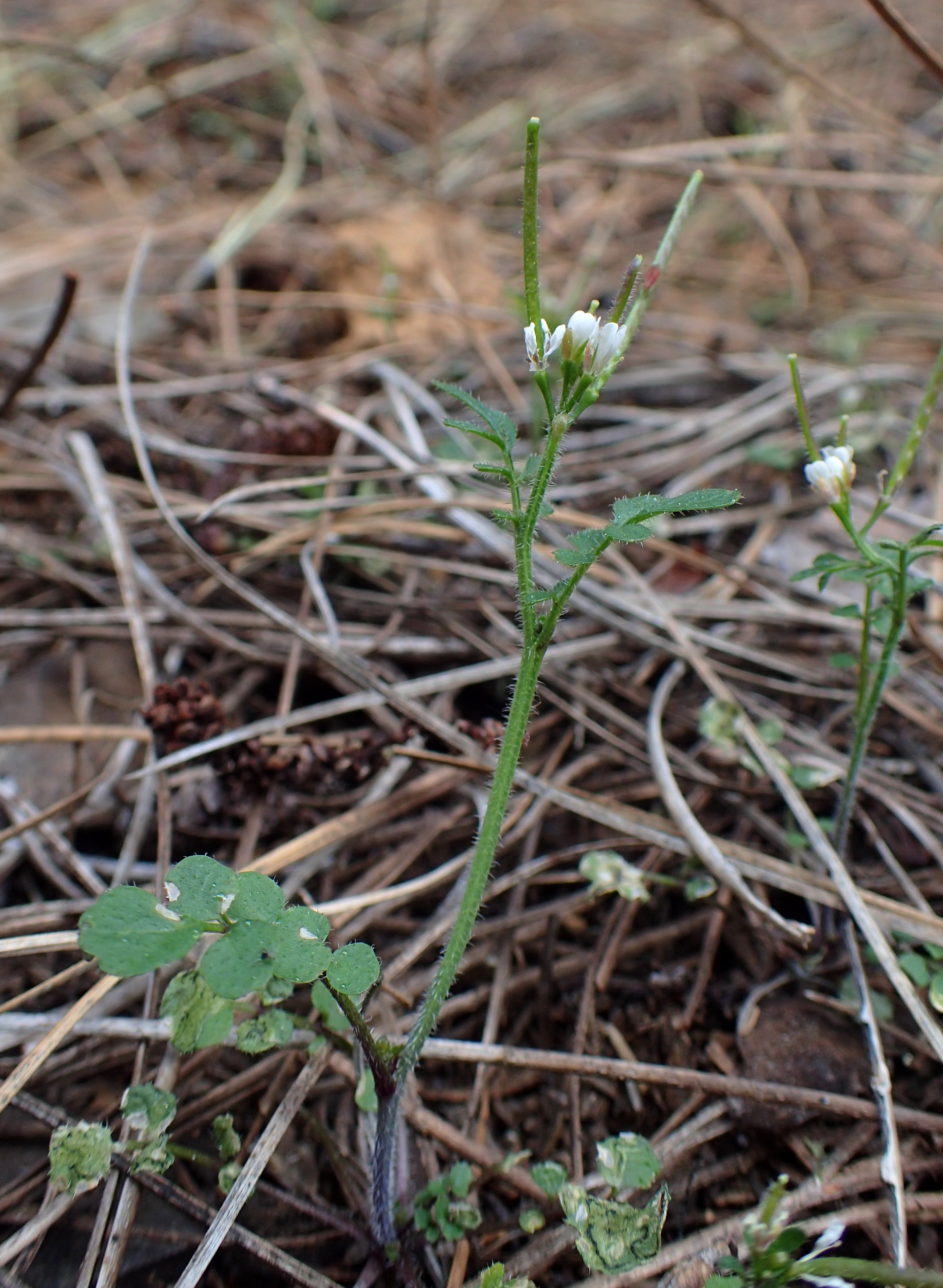
rzeżucha włochata (C. hirsuta)
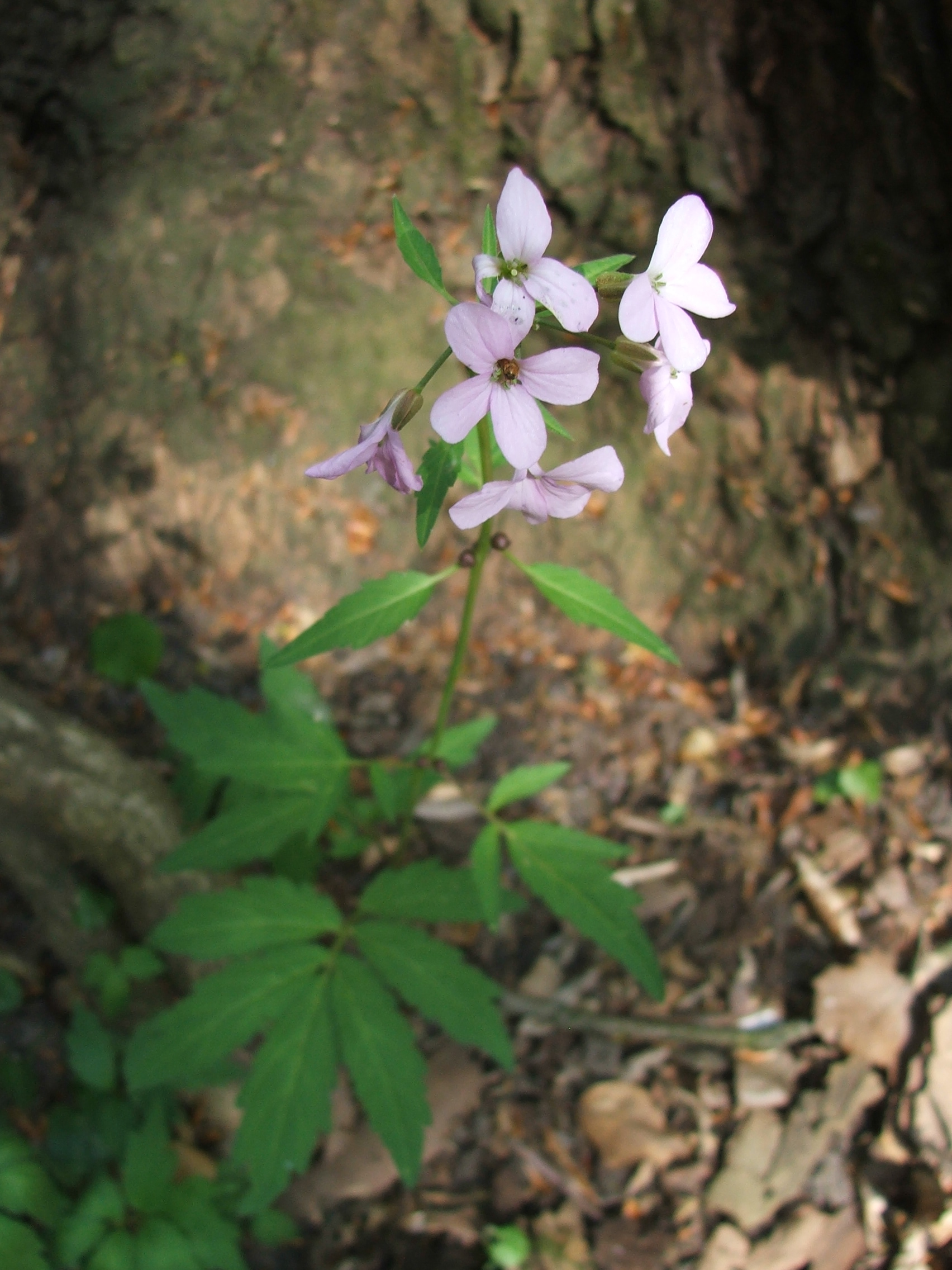
żywiec cebulkowy (C. bulbifera)
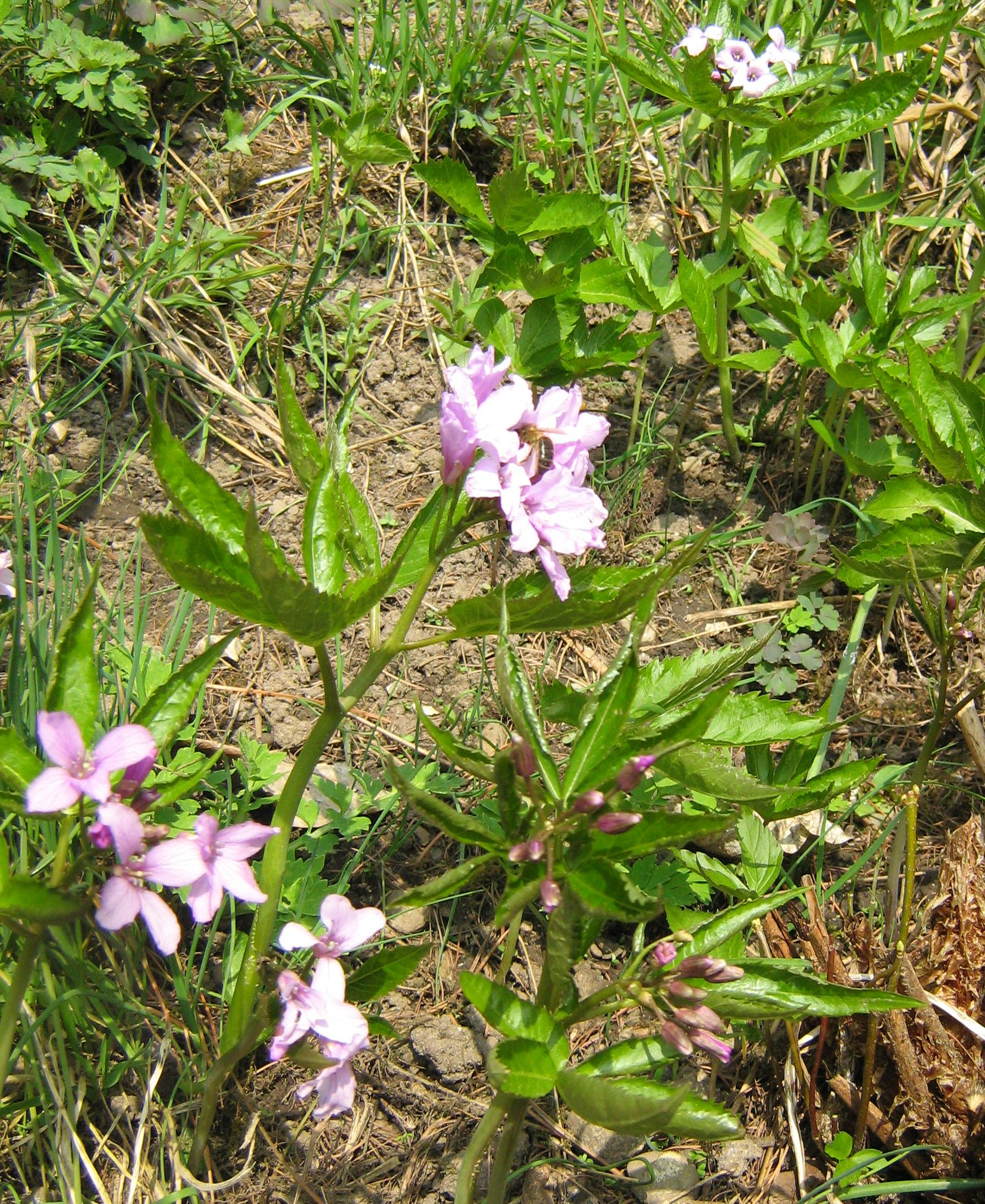
żywiec pięciolistny (C. pentaphyllos)

## Morfologia
PokrójRośliny zielne osiągające do 70 cm wysokości. Z łodygą nierozgałęzioną lub rozgałęzioną, prosto wzniesioną, podnoszącą się lub płożącą. Pędy owłosione (włoski pojedyncze, proste) lub nagie. Byliny z kłączami (w sekcji Dentaria podziemnymi, u pozostałych – naziemnymi) lub bulwami (u C. bulbifera także z bulwkami w kątach liści).
LiścieZwykle odziomkowe i łodygowe, rzadko tylko odziomkowe i łodyga bezlistna. Odziomkowe ogonkowe, łodygowe ogonkowe lub siedzące z nasadą czasem uszkowatą lub strzałkowatą. Na łodydze liście wyrastają skrętolegle, rzadko są naprzeciwległe lub okółkowe. Blaszka pojedyncza lub złożona, przy czym może być trójlistkowa i podzielona pierzasto lub dłoniasto. Blaszka całobrzega, ząbkowana lub w różny sposób wcinana.
KwiatyZebrane w grono proste lub złożone, czasem baldachogrono. Kwiatostan wydłuża się podczas owocowania. Kwiaty rzadko wsparte są przysadkami. Działki kielicha 4, zwykle prosto wzniesione, rzadziej rozpostarte, jajowate lub lancetowate, często błoniasto obrzeżone. U części gatunków boczne działki są woreczkowato rozdęte u nasady. Płatki korony 4, białe, różowe lub fioletowe, rzadko zredukowane i niewykształcone. Kształt płatków zróżnicowany – od lancetowatego do szerokojajowatego, u nasady zwężone, u części gatunków wyraźnie obecny jest paznokieć. Pręcików 6, z czego cztery dłuższe, u niektórych gatunków tylko cztery pręciki, u nasady z miodnikami. Pylniki jajowate do równowąskich, na szczycie zaokrąglone. W górnej zalążni od 4 do 50 zalążków. Szyjka słupka wyraźna, choć krótka, rzadziej zredukowana, znamię główkowate.
OwoceWielonasienne, równowąskie lub wąskolancetowate łuszczyny, nagie, bez żyłek. Nasiona spłaszczone, zwykle nieoskrzydlone, rzadko ze skrzydełkiem. Łupina nasienna gładka, drobno siateczkowata lub pomarszczona.

## Biologia
Rośliny jednoroczne, dwuletnie i byliny. Kwiaty zapylane są przez owady, występuje też samopylność. Podstawowa haploidalna liczba chromosomów x= 7, 8.

## Systematyka
Przez długi czas popularne było wąskie ujęcie rodzaju zaproponowane przez Karola Linneusza w 1753/54, a nie rozszerzone poprzez przyłączenie rodzaju Dentaria, zaproponowane przez Heinricha J.N. von Crantza w 1769. W 1903 wydana została monografia poświęcona rodzajowi napisana przez Otto E. Schulza (zawierała klasyfikację 116 znanych wówczas rodzajów). Schulz wyróżnił w obrębie rodzaju 13 sekcji z największą Cardamine (=Eucardamine O.E. Schulz) liczącą 60 gatunków. 6 spośród pozostałych sekcji było monotypowych. W szerszym ujęciu rodzaju wyróżniane były także sekcje Dentaria i Eutreptophyllum, przez większość botaników wyodrębniane w rodzaj żywiec (Dentaria). Klasyfikacja ta została skrytykowana w 1988 jako sztuczna, oparta na niewielkim zestawie cech. W nowym ujęciu, potwierdzanym następnie w badaniach filogenetycznych, włączono do rodzaju Cardamine grupę gatunków stanowiących podrodzaj Dentaria.
Rodzaj jest bardzo trudny do klasyfikacji ze względu na bardzo złożoną historię ewolucyjną (w tym z powtarzającymi się krzyżowaniami między gatunkami ancestralnymi, tak że w efekcie drzewo filogenetyczne rodzaju ma postać sieci), a poza tym wielkie zróżnicowanie morfologiczne i kariotypów (znaczny udział poliploidów). Badania molekularne potwierdzają gwałtowną i niedawną specjację w obrębie tego rodzaju, w tym związaną z licznymi, długodystansowymi kolonizacjami odległych części świata.
Rodzaj zaliczany jest wraz z ośmioma innymi do plemienia Cardamineae.
Synonimy
Dentaria L., Dracamine Nieuwl., Heterocarpus Phil., Iti Garn.-Jones & P. N. Johnson, Loxostemon Hook. f. & Thomson, Porphyrocodon Hook. f., Sphaerotorrhiza (O. E. Schulz) Khokhrjakov.
Pozycja systematyczna według APweb (aktualizowany system APG IV z 2016)
Rodzaj z plemienia Cardamineae, z rodziny kapustowatych (Brassicaceae), z rzędu kapustowców (Brassicales) należącego do kladu różowych.
Pozycja w systemie Reveala 1993–1999
Gromada okrytonasienne (Magnoliophyta Cronquist), podgromada Magnoliophytina Frohne & U. Jensen ex Reveal, klasa Rosopsida Batsch, podklasa ukęślowe (Dilleniidae Takht. ex Reveal & Takht.), nadrząd Capparanae Reveal, rząd kaparowce (Capparales Hutch.), podrząd Capparineae Engl., rodzina kapustowate (Brassicaceae Burnett), plemię Cardamineae Dumort., podplemię Cardamininae Prantl in Engl. & Prantl, rodzaj rzeżucha (Cardamine L.).
Wykaz gatunków
- Cardamine abchasica Govaerts
- Cardamine acris Griseb.

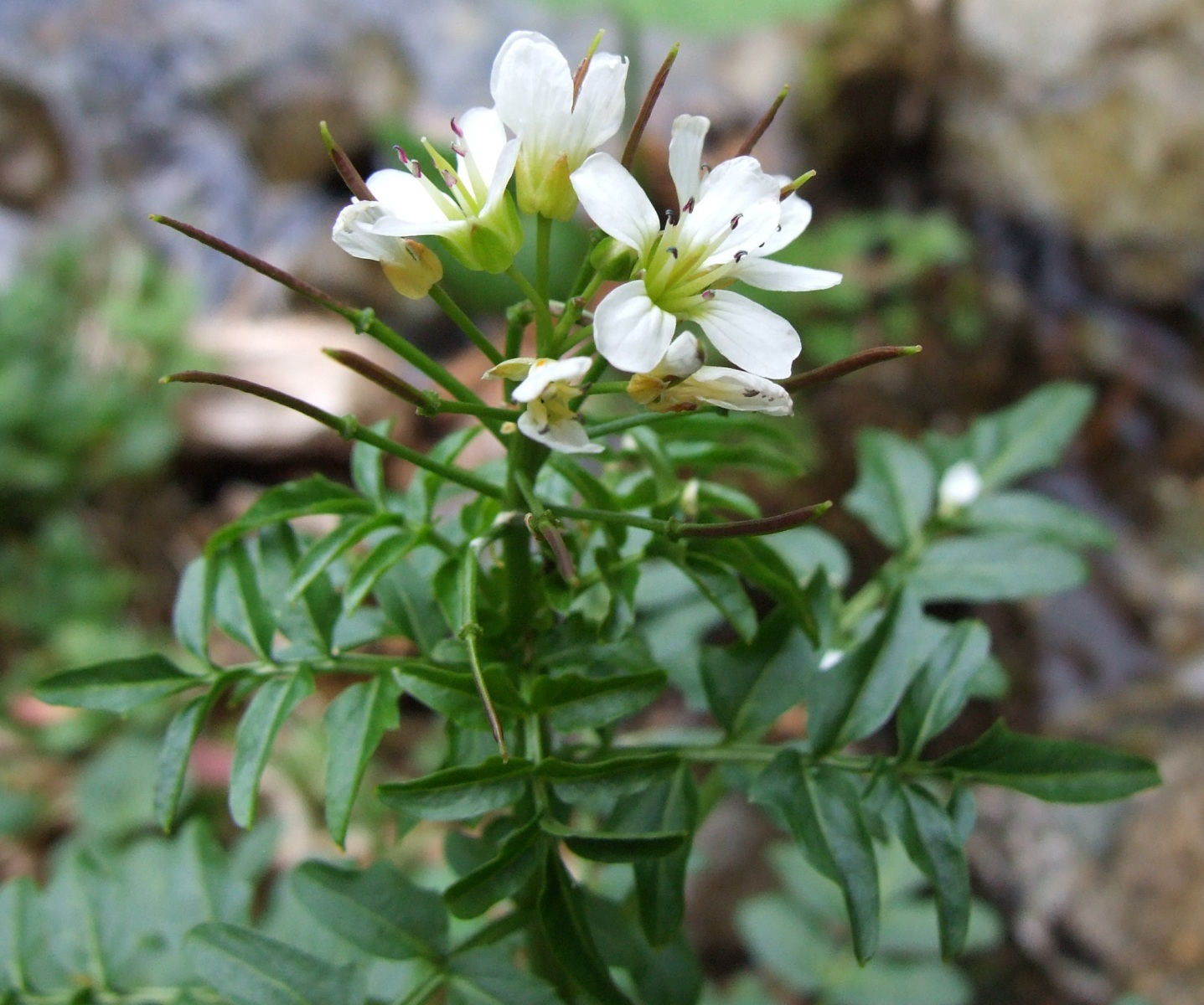
Rzeżucha gorzka

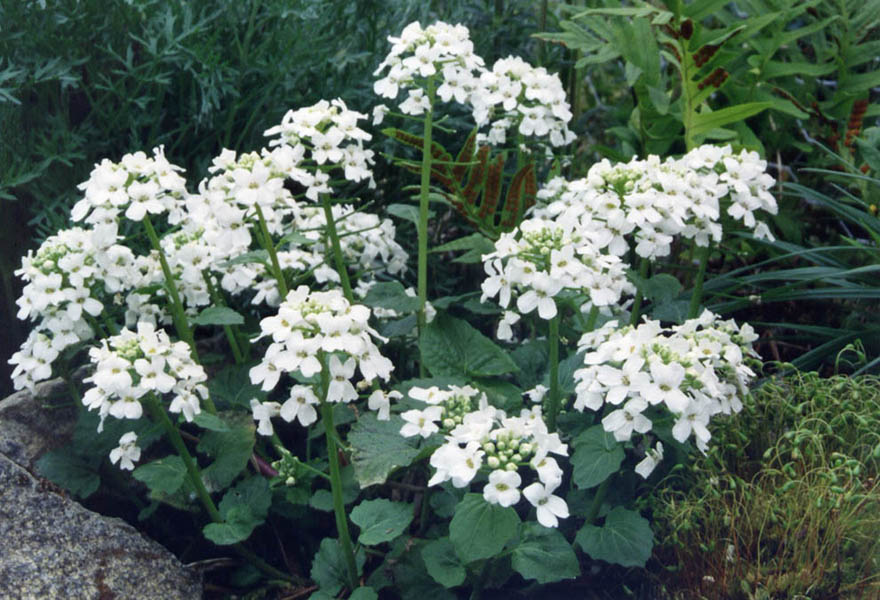
Cardamine asarifolia

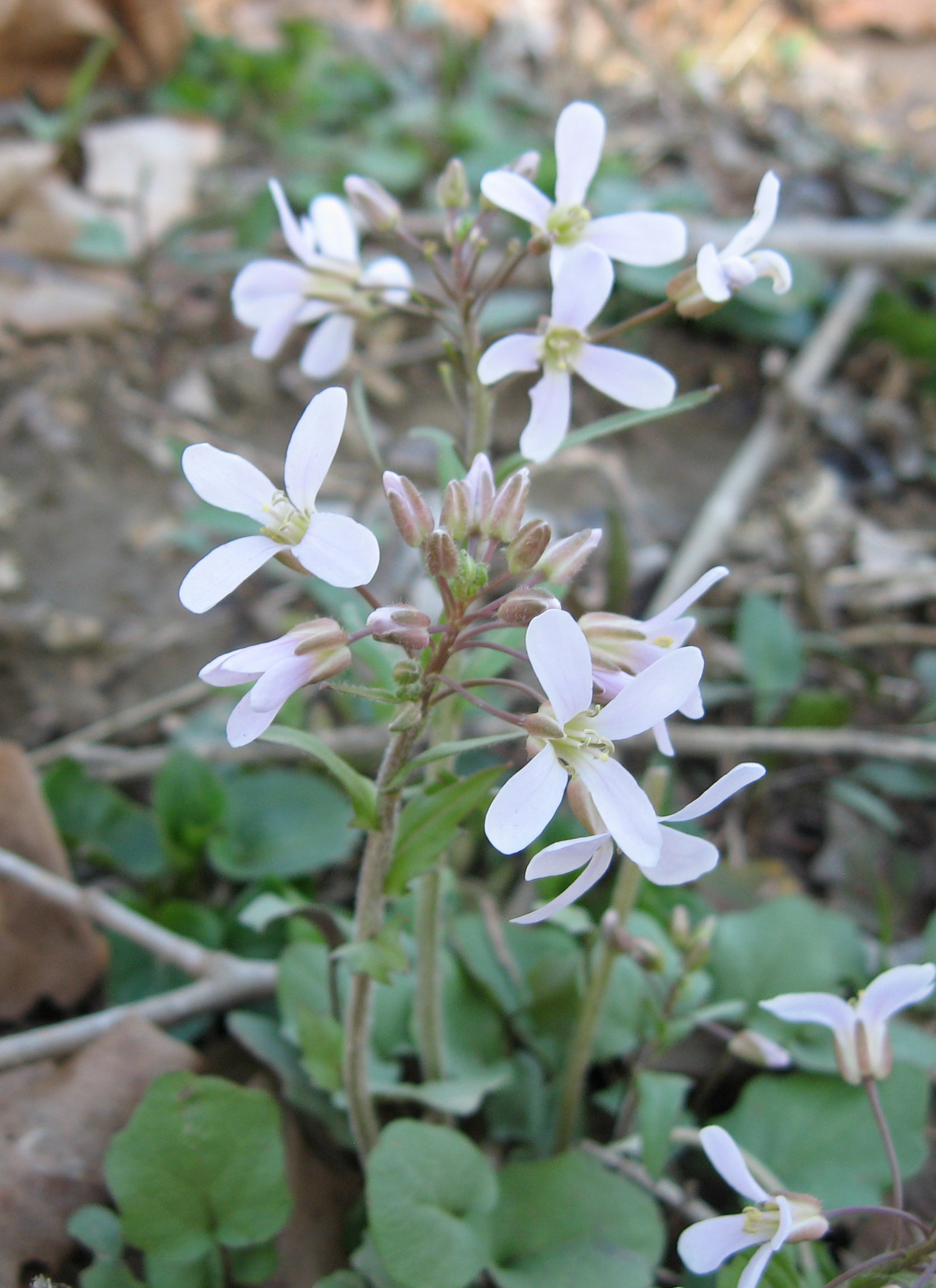
Cardamine bulbosa

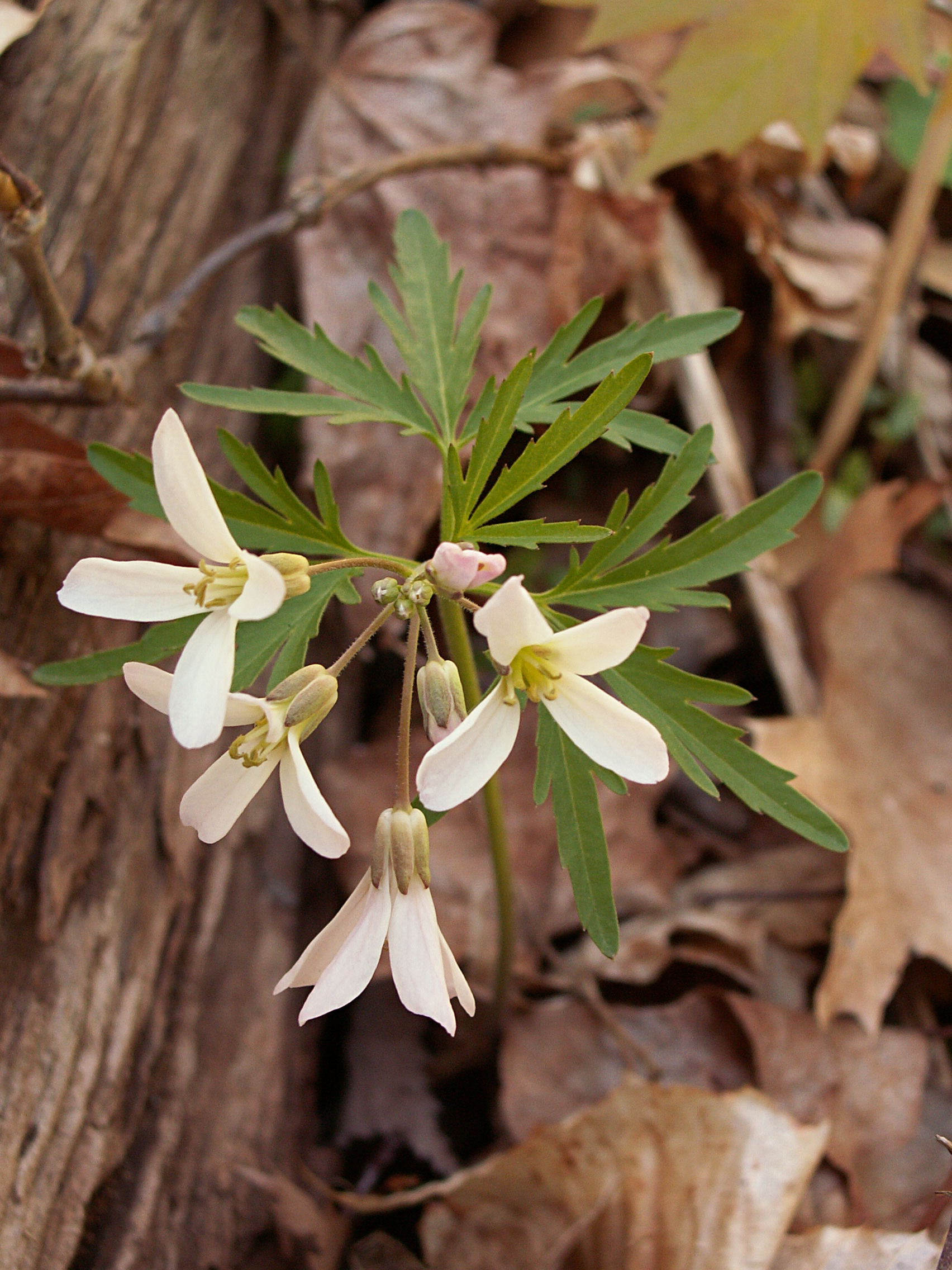
Cardamine concatenata

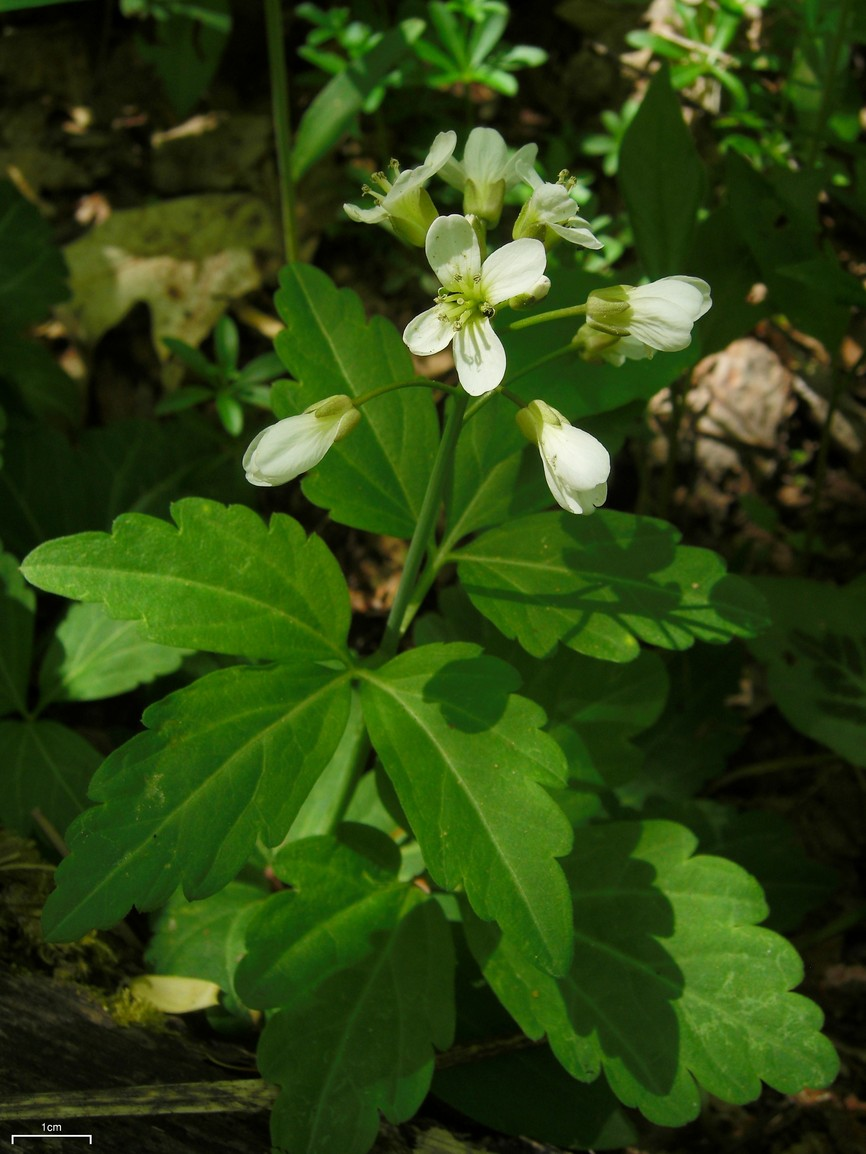
Cardamine diphylla

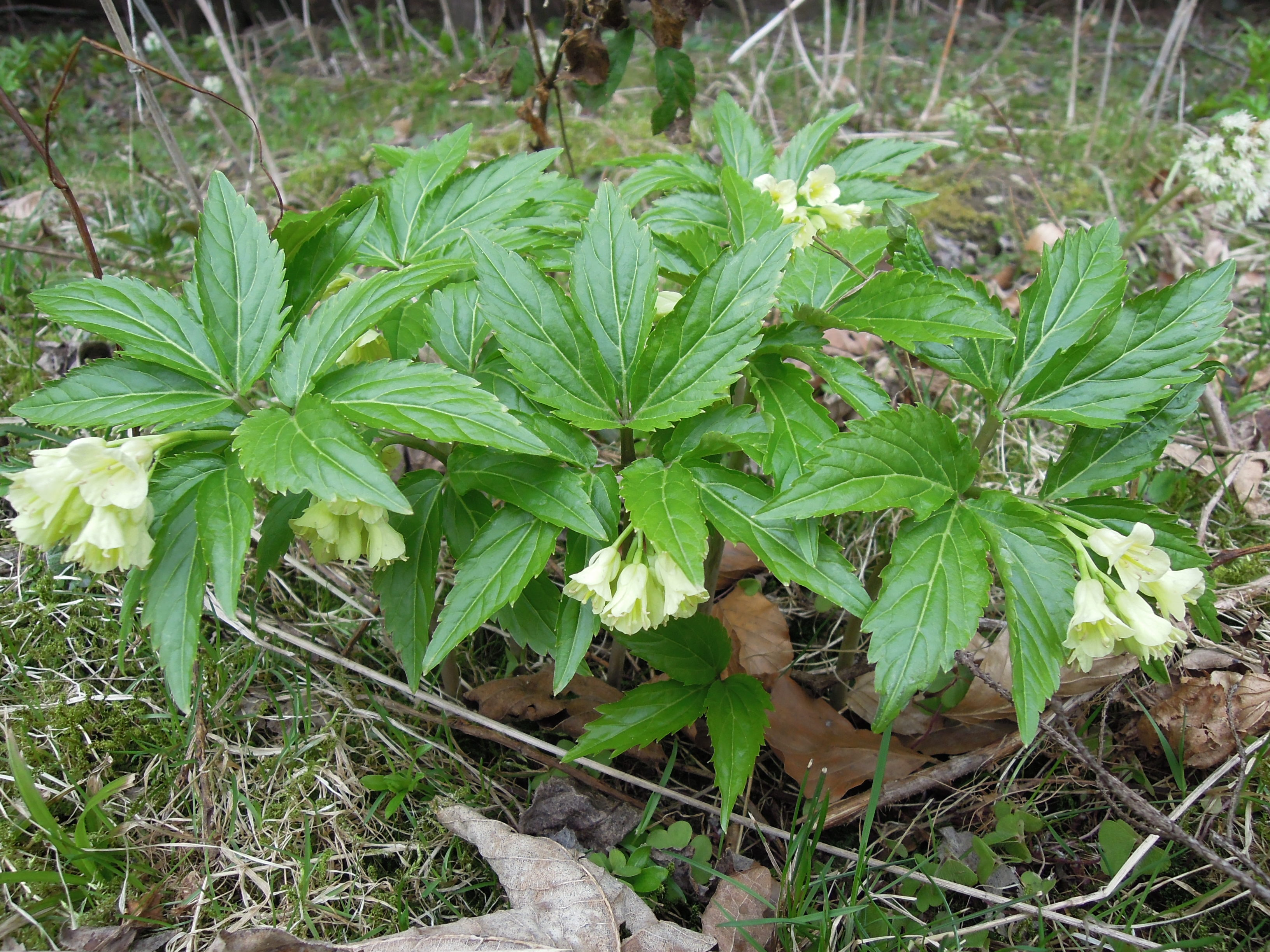
Cardamine enneaphyllos

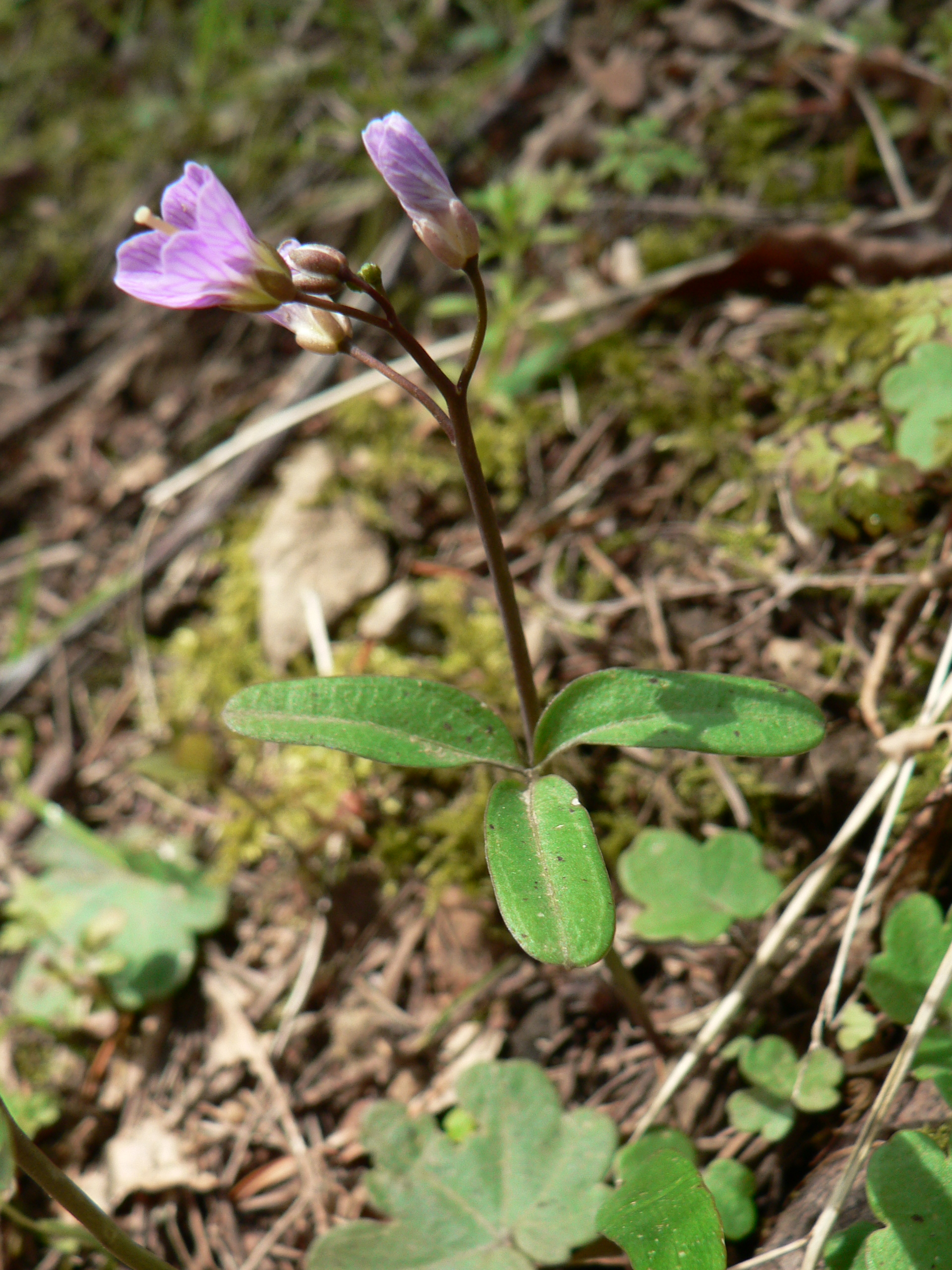
Cardamine nuttallii

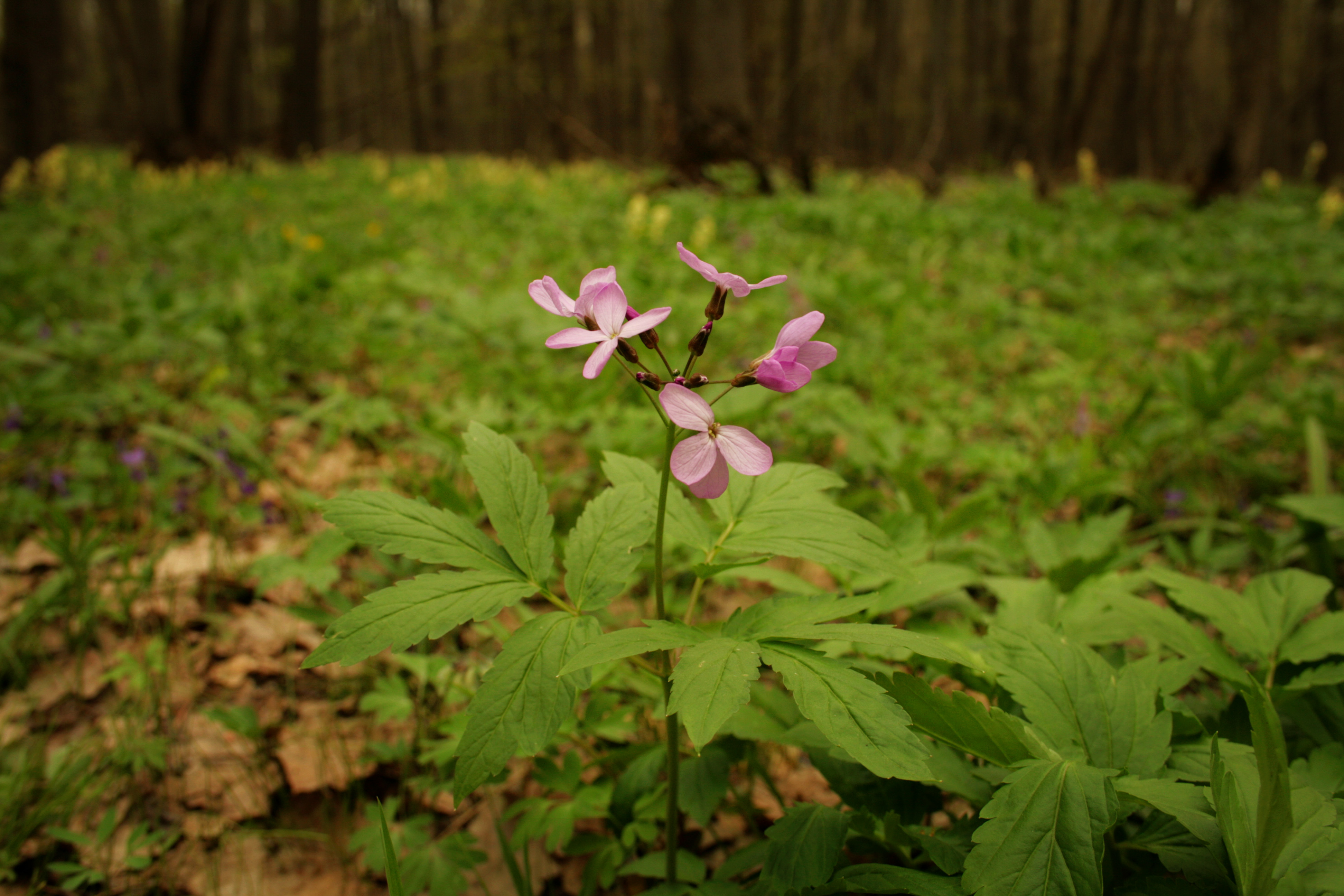
Cardamine quinquefolia

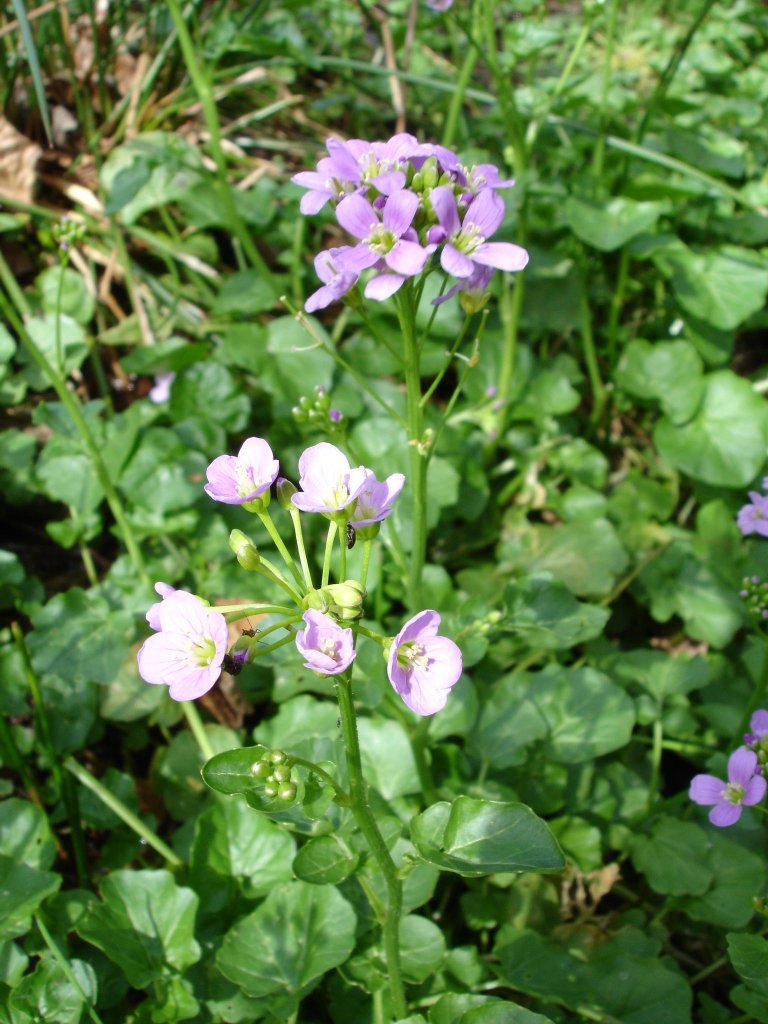
Cardamine raphanifolia

- Cardamine adriatica Jar.Kucera, Lihová & Marhold
- Cardamine africana L.
- Cardamine alalata Heenan
- Cardamine alberti O.E.Schulz
- Cardamine altaica Lippmaa
- Cardamine alticola Heenan
- Cardamine altigena Schltr. ex O.E.Schulz
- Cardamine amara L. – rzeżucha gorzka
- Cardamine × ambigua O.E.Schulz
- Cardamine anemonoides O.E.Schulz
- Cardamine angulata Hook.
- Cardamine angustata O.E.Schulz
- Cardamine anhuiensis D.C.Zhang & C.Z.Shao
- Cardamine apennina Lihová & Marhold
- Cardamine appendiculata Franch. & Sav.
- Cardamine arakiana Koidz.
- Cardamine armoracioides Turcz.
- Cardamine asarifolia L.
- Cardamine astoniae I.Thomps.
- Cardamine auriculata S.Watson
- Cardamine balnearia Standl. & Steyerm.
- Cardamine barbaraeoides Halácsy
- Cardamine basicola Heenan
- Cardamine battagliae Cesca & Peruzzi
- Cardamine bellidifolia L. – rzeżucha stokrotkolistna
- Cardamine bilobata Kirk
- Cardamine bipinnata (C.A.Mey.) O.E.Schulz
- Cardamine bisetosa Heenan
- Cardamine blaisdellii Eastw.
- Cardamine bodinieri (H.Lév.) Lauener
- Cardamine bonariensis Juss. ex Pers.
- Cardamine breweri S.Watson
- Cardamine bulbifera (L.) Crantz – żywiec cebulkowy
- Cardamine bulbosa (Schreb. ex Muhl.) Britton, Sterns & Poggenb.
- Cardamine caesiella Heenan
- Cardamine calcicola W.W.Sm.
- Cardamine caldeirarum Guthnick ex Seub.
- Cardamine californica (Nutt.) Greene – rzeżucha kalifornijska
- Cardamine calliphaea Kit Tan, Vold & Giannop.
- Cardamine calthifolia H.Lév.
- Cardamine carnosa Waldst. & Kit.
- Cardamine caroides C.Y.Wu
- Cardamine carrii B.L.Turner
- Cardamine castellana Lihová & Marhold
- Cardamine cebollana B.L.Turner
- Cardamine changbaiana Al-Shehbaz
- Cardamine chelidonia L. – rzeżucha glistnikowata
- Cardamine chenopodiifolia Pers.
- Cardamine cheotaiyienii Al-Shehbaz & G.Yang
- Cardamine chilensis DC.
- Cardamine chiriensis Miyabe & Tatew.
- Cardamine chlorina Heenan
- Cardamine circaeoides Hook.f. & Thomson
- Cardamine clematitis Shuttlew. ex S.Watson
- Cardamine concatenata (Michx.) O.Schwarz
- Cardamine conferta Jurtzev
- Cardamine constancei Detling
- Cardamine cordata Barnéoud
- Cardamine cordifolia A.Gray
- Cardamine coronata Heenan
- Cardamine corymbosa Hook.f.
- Cardamine crassifolia Pourr.
- Cardamine cubita Molloy, Heenan & Smissen
- Cardamine dactyloides Heenan
- Cardamine debilis DC.
- Cardamine delavayi Franch.
- Cardamine densiflora Gontsch.
- Cardamine depressa Hook.f.
- Cardamine dichondroides (Speg.) Govaerts
- Cardamine × digenea (Gremli) O.E.Schulz
- Cardamine digitata Richardson
- Cardamine dilatata Heenan
- Cardamine dimidia Heenan
- Cardamine diphylla (Michx.) Alph.Wood
- Cardamine dissecta (Leavenw.) Al-Shehbaz
- Cardamine douglassii Britton
- Cardamine dubia Nicotra
- Cardamine ecuadorensis Hieron.
- Cardamine elegantula Hook.f. & Thomson
- Cardamine eminentia Heenan
- Cardamine engleriana O.E.Schulz
- Cardamine enneaphyllos (L.) Crantz – żywiec dziewięciolistny
- Cardamine × enriquei Marhold, Lihová & Perný
- Cardamine exigua Heenan
- Cardamine fargesiana Al-Shehbaz
- Cardamine fialae Fritsch
- Cardamine × fischeriana O.E.Schulz
- Cardamine flagellifera O.E.Schulz
- Cardamine flexuosa With. – rzeżucha leśna
- Cardamine forsteri Govaerts
- Cardamine fragariifolia O.E.Schulz
- Cardamine franchetiana Diels
- Cardamine franklinensis I.Thomps.
- Cardamine × fringsii F.Wirtg.
- Cardamine fulcrata Greene
- Cardamine geraniifolia (Poir.) DC.
- Cardamine glacialis (G.Forst.) DC.
- Cardamine glanduligera O.Schwarz – żywiec gruczołowaty
- Cardamine glara Heenan
- Cardamine glauca Spreng. ex DC.
- Cardamine glechomifolia H.Lév.
- Cardamine gouldii Al-Shehbaz
- Cardamine gracilis (O.E.Schulz) T.Y.Cheo & R.C.Fang
- Cardamine graeca L.
- Cardamine × grafiana O.E.Schulz
- Cardamine grandiscapa Heenan
- Cardamine granulifera (Franch.) Diels
- Cardamine griffithii Hook.f. & Thomson
- Cardamine guatemalensis Al-Shehbaz
- Cardamine gunnii Hewson
- Cardamine heleniae Heenan
- Cardamine × helleriana O.E.Schulz
- Cardamine heptaphylla (Vill.) O.E.Schulz
- Cardamine hirsuta L. – rzeżucha włochata
- Cardamine hispidula Phil.
- Cardamine holmgrenii Al-Shehbaz
- Cardamine hongdeyuana Al-Shehbaz
- Cardamine hupingshanensis K.M.Liu, L.B.Chen, H.F.Bai & L.H.Liu
- Cardamine hydrocotyloides W.T.Wang
- Cardamine hygrophila T.Y.Cheo & R.C.Fang
- Cardamine impatiens L. – rzeżucha niecierpkowa
- Cardamine incisa K.Schum.
- Cardamine × insueta Urbanska-Worytkiewicz
- Cardamine integra Heenan
- Cardamine intonsa Heenan
- Cardamine jamesonii Hook.
- Cardamine jejuna Standl. & Steyerm.
- Cardamine jonselliana Al-Shehbaz
- Cardamine × keckii A.Kern.
- Cardamine keysseri O.E.Schulz
- Cardamine × killiasii (Brügger) Brügger
- Cardamine kitaibelii Bech.
- Cardamine kokaiensis Yahara, Soejima, Kudoh, lenker & Marhold
- Cardamine komarovii Nakai
- Cardamine kruesselii Johow ex Reiche
- Cardamine kuankuoshuiense M.T.An, Yun Lin & Y.B.Yang
- Cardamine lacustris (Garn.-Jones & P.N.Johnson) Heenan
- Cardamine lanceolaris Linden & Planch.
- Cardamine latior Heenan
- Cardamine lazica Boiss. & Balansa
- Cardamine leucantha (Tausch) O.E.Schulz
- Cardamine lihengiana Al-Shehbaz
- Cardamine lilacina Hook.
- Cardamine lineariloba I.Thomps.
- Cardamine lojanensis Al-Shehbaz
- Cardamine longii Fernald
- Cardamine longipedicellata Rollins
- Cardamine loxostemonoides O.E.Schulz
- Cardamine lyrata Bunge – rzeżucha lirowata
- Cardamine macrocarpa Brandegee
- Cardamine macrophylla Willd.
- Cardamine macrostachya Phil.
- Cardamine magnifica Heenan
- Cardamine manshurica (Kom.) Nakai
- Cardamine marginata Phil.
- Cardamine marholdii Tzvelev
- Cardamine maritima DC.
- Cardamine matthioli Moretti – rzeżucha Matthiolego
- Cardamine maxima (Nutt.) Alph.Wood
- Cardamine megalantha Heenan
- Cardamine mexicana O.E.Schulz
- Cardamine micranthera Rollins
- Cardamine microphylla Adams
- Cardamine microthrix I.Thomps.
- Cardamine microzyga O.E.Schulz
- Cardamine moirensis I.Thomps.
- Cardamine monteluccii Brilli-Catt. & Gubellini
- Cardamine montenegrina Jar.Kucera, Lihová & Marhold
- Cardamine multiflora T.Y.Cheo & R.C.Fang
- Cardamine multijuga Franch.
- Cardamine mutabilis Heenan
- Cardamine nepalensis N.Kurosaki & H.Ohba
- Cardamine niigatensis H.Hara
- Cardamine nipponica Franch. & Sav.
- Cardamine nuttallii Greene
- Cardamine obliqua Hochst. ex A.Rich.
- Cardamine occidentalis (S.Watson ex B.L.Rob.) Howell
- Cardamine occulta Hornem. – rzeżucha wschodnia
- Cardamine ocoana O.E.Schulz
- Cardamine oligosperma Nutt.
- Cardamine ovata Benth.
- Cardamine pacensis Romero
- Cardamine pachyphylla Heenan
- Cardamine pachystigma (S.Watson) Rollins
- Cardamine panatohea Heenan & de Lange
- Cardamine papillata I.Thomps.
- Cardamine papuana (Lauterb.) O.E.Schulz
- Cardamine parviflora L. – rzeżucha drobnokwiatowa
- Cardamine parvula Heenan
- Cardamine pattersonii L.F.Hend.
- Cardamine paucifolia Hand.-Mazz.
- Cardamine paucijuga Turcz.
- Cardamine × paxiana O.E.Schulz
- Cardamine pectinata Pall. ex DC.
- Cardamine pedata Regel & Tiling
- Cardamine penduliflora O.E.Schulz
- Cardamine pensylvanica Muhl. ex Willd.
- Cardamine pentaphyllos (L.) Crantz – żywiec pięciolistny
- Cardamine penzesii Ancev & Marhold
- Cardamine picta Hook.
- Cardamine plumieri Vill.
- Cardamine polemonioides Rouy
- Cardamine polyodontes Heenan
- Cardamine porphyroneura Heenan
- Cardamine pratensis L. – rzeżucha łąkowa
- Cardamine prorepens Fisch. ex DC.
- Cardamine pseudotrifoliolata Al-Shehbaz
- Cardamine pulchella (Hook.f. & Thomson) Al-Shehbaz & G.Yang
- Cardamine purpurascens (O.E.Schulz) Al-Shehbaz & al.
- Cardamine purpurea Cham. & Schltdl.
- Cardamine quinquefolia (M.Bieb.) Schmalh.
- Cardamine ramosa Rollins
- Cardamine raphanifolia Pourr.
- Cardamine repens (Franch.) Diels
- Cardamine reptans Heenan
- Cardamine resedifolia L. – rzeżucha rezedolistna
- Cardamine rhizomata Rollins
- Cardamine × rhodopaea Ancev
- Cardamine robusta I.Thomps.
- Cardamine rockii O.E.Schulz
- Cardamine rostrata Griseb.
- Cardamine rotundifolia Michx.
- Cardamine rupestris (O.E.Schulz) K.Malý
- Cardamine rupicola (O.E.Schulz) C.L.Hitchc.
- Cardamine scaposa Franch.
- Cardamine schinziana O.E.Schulz
- Cardamine × schulzii Urbanska-Worytkiewicz
- Cardamine sciaphila Heenan
- Cardamine scutata Thunb.
- Cardamine seidlitziana Albov
- Cardamine seravschanica Botsch.
- Cardamine serbica Pancic
- Cardamine serpentina Heenan
- Cardamine silana Marhold & Perný
- Cardamine simplex Hand.-Mazz.
- Cardamine sinuatifolia Heenan
- Cardamine speciosa Britton
- Cardamine stenoloba Hemsl.
- Cardamine subcarnosa (Hook.f.) Allan
- Cardamine subterranea Larrañaga
- Cardamine tanakae Franch. & Sav.
- Cardamine tangutorum O.E.Schulz
- Cardamine tenera S.G.Gmel. ex C.A.Mey.
- Cardamine tenuifolia Hook.
- Cardamine tenuirostris Hook. & Arn.
- Cardamine tepelenensis F.K.Mey.
- Cardamine thalassica Heenan
- Cardamine thyrsoidea O.E.Schulz
- Cardamine tianqingiae Al-Shehbaz & Boufford
- Cardamine trichocarpa Hochst. ex A.Rich.
- Cardamine trifida (Lam. ex Poir.) B.M.G.Jones
- Cardamine trifolia L. – rzeżucha trójlistkowa
- Cardamine trifoliolata Hook.f. & Thomson
- Cardamine tryssa I.Thomps.
- Cardamine tuberosa DC.
- Cardamine uliginosa M.Bieb.
- Cardamine umbellata Greene
- Cardamine × undulata De Laramb. & Timb.-Lagr.
- Cardamine unguiculus Heenan
- Cardamine unicaulis Heenan
- Cardamine valida (Takeda) Nakai
- Cardamine variabilis Phil.
- Cardamine verna Heenan
- Cardamine victoris N.Busch
- Cardamine violacea (D.Don) Wall.
- Cardamine volckmannii Phil.
- Cardamine vulgaris Phil.
- Cardamine waldsteinii Dyer
- Cardamine × wettsteiniana O.E.Schulz
- Cardamine xinfenii Al-Shehbaz
- Cardamine yezoensis Maxim.
- Cardamine yunnanensis Franch.
- Cardamine × zahlbruckneriana O.E.Schulz
- Cardamine zollingeri Turcz.